# 望月信賴
望月信賴（1544年—1561年10月29日）是日本戰國時代的武將。甲斐武田氏一族。父親是武田信繁。

## 生平
在天文13年（1544年）出生，家中長男。元服後，改名為武田義勝。永祿3年（1560年），成為信濃國佐久郡名族望月信雅的養子（二弟信豐的母親是正室，而自身與三弟信永的母親是曾任望月氏當主望月盛昌的女兒，因此成為望月城城主信雅的養子。），改姓望月氏（成為養子後，亦有史料記為武田義勝）。
翌年（1561年）9月10日，參與第四次川中島之戰（父親信繁在此戰中戰死），並在9月21日死去。享年18歲。死因有病死、在川中島的戰傷等。戒名是喜翁悦大禪門。
本來是望月氏的家督繼承人，因為沒有兒子，三弟信永成為望月信雅的養子，後來繼承家督。

## 外部連結
- 武家家伝＿望月氏 （页面存档备份，存于）